# Themistoclesia siranensis
Themistoclesia siranensis är en ljungväxtart som beskrevs av Luteyn och Pedraza. Themistoclesia siranensis ingår i släktet Themistoclesia och familjen ljungväxter. Inga underarter finns listade i Catalogue of Life.